# François Louis Pierre Gouvy
 François Louis Pierre Gouvy, genannt Der Älteste (* 7. Februar 1748 in Goffontaine (Ortsteil von Pepinster in der Provinz Lüttich); † 21. Oktober 1782 in Goffontaine, heute Schafbrücke (Saarbrücken)) war ein französischer Unternehmer und Mitbegründer der Familiendynastie, die von  Mitte des 18. Jahrhunderts bis Anfang des 19. Jahrhunderts einen maßgeblichen Anteil am Erfolg der saarländischen Eisenindustrie hatte. 

## Leben

### Herkunft und Familie
François Louis Pierre Gouvy wurde als Sohn des Bürgermeisters und Unternehmers Pierre Joseph Gouvy (1715–1768) und dessen Ehefrau Gertrude de Chaignon (1720–1761) geboren und hatte 17 Geschwistern, von denen später nur die Brüder Henry (1752–1795) und Pierre François (1758–1816) der Familientradition folgend unternehmerisch tätig wurden.
Am 19. April 1774 heiratete er in Saarlouis Anne Barbe Delaporte (1743–1813), mit der er fünf Kinder hatte, von der nur die Töchter Adelaide Henriette Marguerite (* 1778) und Marguerite Julie Augustine (1779–1847) das Erwachsenenalter erreichten.

### Wirken
Nach dem Tod seines Vaters im Jahre 1768 übernahm er gemeinsam mit seinem jüngeren Bruder Henry die Firma in Goffontaine und die Dillinger Hütte.
1775 schloss er mit Ferdinand Ganal einen Handelsvertrag. 
Am 21. Juni 1777 pachteten die Gebrüder den Jägersfreuder Hof vom Stift Sankt Arnual mit sechsjähriger Laufzeit für 500 rheinische Gulden. 1782 kaufte der Landesherr den Hof für 12.549 Gulden vom Stift zurück und verpachtete diesen für 162 Gulden und 15 Albus auf neun Jahre an die Gebrüder Gouvy, die dort ein Stahlhammerwerk errichteten und am 29. September 1782 mit der Stahlproduktion begannen.
1782, als er plötzlich im Alter von 34 Jahren verstarb, musste nun sein Bruder Heny die Verwaltung der Erbengemeinschaft Gouvy übernehmen.